# 加布丽埃莱·欣茨曼
加布丽埃莱·欣茨曼（德語：Gabriele Hinzmann，1947年5月31日—），旧姓特雷普舍克（Trepschek），德国女子田径运动员。她曾代表东德参加1972年和1976年夏季奥林匹克运动会田径比赛，其中1976年奥运会获得一枚铜牌。